# Rathlef
Rathlef eller Rathleff, Rathlev, Rathlew är ett efternamn som är känt sedan början av 1400-talet; idag (2021) bär endast tre personer i Sverige namnet Rathleff. I Danmark är namnet något vanligare med drygt 150 bärare med varierande stavning, koncentrerat till Midtjylland, Syddanmark och huvudstadsområdet. Namnet är av tyskt ursprung. Enligt den tyske namnforskaren Hans Bahlow kan ursprunget härledas till det lågtyska förnamnet Radleff. Som i likhet med förnamnet Detlev där suffixet -lev (Högtyska -leib) både i danskan och tyskan är ett namnled som betyder "ättling" eller "härstammande ifrån".
Det finns också tecken på att namnet kan vara kopplat till en plats, då ändelsen -lev i Danmark, -löv i södra Sverige och -leben i Tyskland betyder "arv", "egendom" eller "kvarlåtenskap". Boplatser med denna namnändelse kan spåras ända tillbaka till folkvandringstiden där prefixet ofta går att härleda till ett förnamn eller personer. Exempelvis Haderslev och Eslöv. På tyska var Rath före den Ortografiska konferensen år 1901 den gällande stavningen för Rat alltså "råd" som i ett beslutsfattande eller verkställande organ.
Ett tidigt verk där namnet nämns är Danmarks Riges Historie från 1829 då Erik av Pommern lät fängsla och halshugga commendant Henneke Rathlev år 1420 för trolöshet efter dennes misslyckade försvar av borgen Glambek.
I Geschichte der Herzogthümer Schleswig und Hollstein: Vierter Theil från 1779 beskrivs hur ett fartyg från Hamburg resandes längs Elbe, under ett stormoväder var tvunget att landsätta sina soldater på den Ditmarska kusten som sedan blev attackerade och plundrade av fogden Rathlef Carstens och hans män 1430.
Namnet dyker också upp i Nordfresische Chronik från 1819 där den gottorpske amtmannen Claus Rathlev skall ha bistått med 20 stycken hästar i jakten på ämbetsmannen Joen Joensens mördare år 1462.

## Kända bärare av namnet

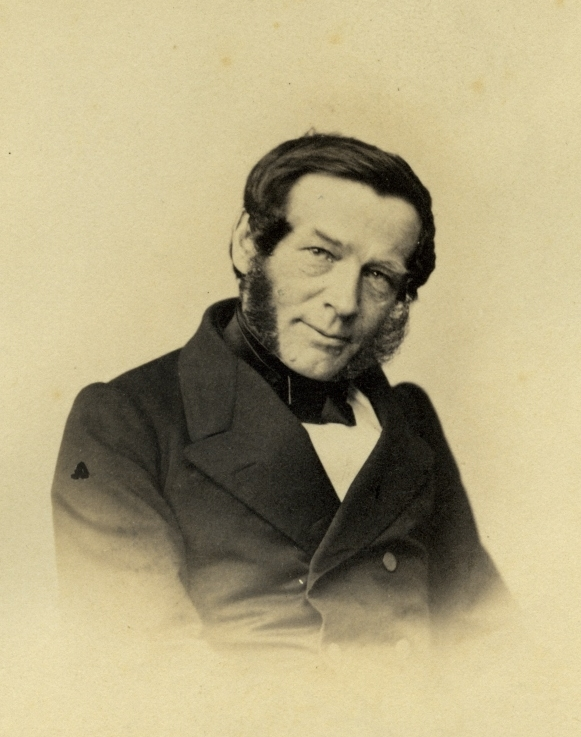
Carl Albert Rathlef

- Carl Albert Rathlef (1810–1895), balttysk geograf och historiker.
- Ernst Lorenz Michael Rathlef (1742–1791), tysk kontorist, poet och författare.
- Ernst Ludwig Rathlef (1709–1768), tysk teolog. Farfar till ovan nämnda Carl Albert Rathlef.
- Harriet Ellen Siderovna von Rathlef-Keilmann (1887–1933), balttysk skulptör och väninna till Anastasia-bedragaren Anna Anderson. Gift med Carl Albert Rathlefs sonson Harald Carlos Woldemar von Rathlef.
- Hugo Rathlev (1837–1864), tysk förste löjtnant i det preussiska infanteriregementet Leopold 1., König der Belgier. Dog i strid i dansk-tyska kriget.
- Michael Skovdal Rathleff, dansk professor inom muskuloskeletal hälsa.

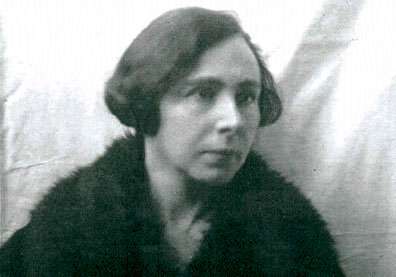
Harriet Ellen Siderovna von Rathlef-Keilmann

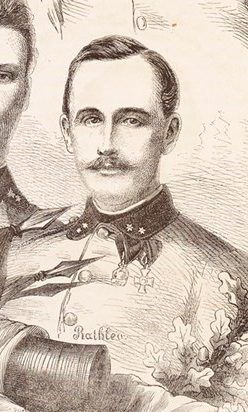
Hugo Rathlev